# J-pop
Genres dérivés
K-pop, J-rap
La J-pop (souvent épelée J-POP ; japonais : ジェイポップ, jeipoppu ; une abréviation de pop japonaise) est un genre de musique japonaise. La J-pop contemporaine tient ses origines de la musique traditionnelle japonaise, mais elle est significativement inspirée par la teen pop, la pop, l'emo, le RnB et la musique électronique des années 1980, ou des chansons des Beatles et des Beach Boys, qui mène les groupes de rock japonais comme Happy End à mêler le rock à de la musique japonaise des années 1970. La J-pop est ensuite développée par des groupes de new wave à la fin des années 1970, en particulier le groupe de synthpop Yellow Magic Orchestra et le groupe de pop rock Southern All Stars.
Le terme de J-pop est « inventé » par J-Wave, une station de la radio de la bande FM, pour décrire ce qui était jusque-là appelé « new music ». Le terme est largement utilisé au Japon pour décrire plusieurs genres musicaux incluant de la pop, du rock, de la dance, du rap, et de la soul. Dans la région de Nagoya le terme de Z-pop est utilisé pour décrire des chansons populaires dans la région. J-rock, visual kei et J-rap sont généralement considérés comme des sous-catégories de la J-pop : les magasins japonais divisent habituellement leur musique en quatre sections : J-pop, enka (une forme traditionnelle de ballade), classique, et Anglais/international. Certaines chansons, comme celles de Miyuki Nakajima et Anzen Chitai, représentent une fusion entre l'enka et la J-pop. Cependant le J-rock, le visual kei et le J-punk sont différents de la J-pop.

## Histoire

### Origines

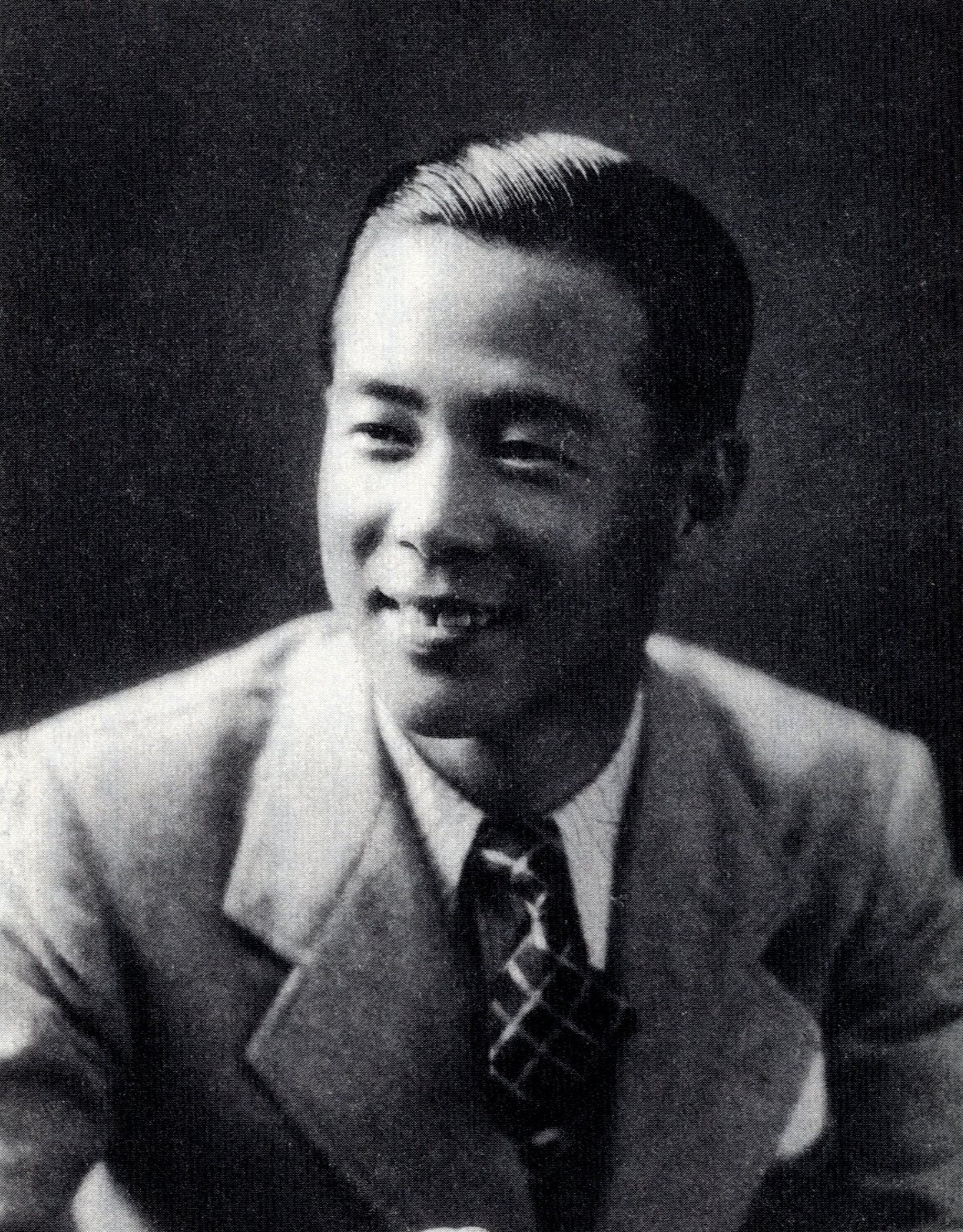
Ichirō Fujiyama, chanteur influent de ryūkōka.

L'histoire de la J-pop, peut être suivie en même temps que celle du jazz qui devient populaire durant le début de l'ère Shōwa. Le jazz réintroduit plusieurs instruments de musique, auparavant utilisés seulement pour jouer de la musique classique ou des marches militaires, dans les bars et les clubs. Le jazz ajoute également l'élément de « fun » à la scène musicale japonaise. Comme résultat, les Ongaku Kissa (音楽喫茶, litt. bar à musique) ou les Jazz kissa (ジャズ喫茶) deviennent très populaires grâce à ce renouveau musical.
Sous la pression de l'armée impériale durant la Seconde Guerre mondiale, la pratique de jazz est temporairement stoppée. À la fin de la guerre, les soldats américains et le Far East Network — qui occupent le Japon à cette époque — introduisent un certain nombre de nouveaux styles musicaux dans le pays. Le boogie-woogie, le mambo, le blues et la musique country étaient joués par des musiciens japonais pour les troupes américaines. Des chansons comme le Tokyo Boogie-Woogie de Shizuko Kasagi (1948), Tennessee Waltz de Chiemi Eri (1951), Omatsuri Mambo de Hibari Misora et Omoide no Waltz d'Izumi Yukimura deviennent populaires. Des musiciens étrangers et des groupes dont Jazz at the Philharmonic et Louis Armstrong vinrent jouer au Japon. 1952 est déclarée l'« année du boom du jazz » mais le genre lui-même demandait un haut niveau technique et était difficile à jouer. Comme résultat, plusieurs musiciens japonais amateurs se tournent vers la musique country, bien plus facile à apprendre et à jouer. On assiste[style à revoir] à une prolifération de ce genre musical au Japon.
En 1956, la folie du rock 'n' roll commence grâce à un groupe de musique country connu sous le nom de Kosaka Kazuya and the Wagon Masters et leur reprise de Heartbreak Hotel d'Elvis Presley. Le mouvement rock atteint un sommet en 1959 avec la réalisation d'un film comprenant des performances de plusieurs groupes japonais de musique rock. Cependant, la scission du rock 'n' roll aux États-Unis est rapidement suivie par celle au Japon. De nombreux groupes japonais sont très influencés par leurs équivalents américains. Quelques artistes tentent de fusionner la musique pop traditionnelle japonaise avec le rock. Parmi ceux qui y parviennent, Kyū Sakamoto avec la chanson Ue wo muite arukō (litt. Regardons en l'air et avançons), connue ailleurs dans le monde comme Sukiyaki. D'autres artistes décident de jouer de la musique et de traduire les paroles de chansons populaires américaines, ce qui fait naître la cover pop. Leur popularité diminue cependant lorsque la radio et la télévision donnent à tout un chacun l'occasion d'écouter les artistes à l'origine de ces chansons. Cependant, le concept de karaoké et sa popularité peuvent sans doute être attribués à ce phénomène.

### Années 1970 et 1980
Durant la période allant du début des années 1970 jusqu'au milieu des années 1980, on[Qui ?] passe de chansons simples avec une seule guitare en accompagnement à des arrangements musicaux plus complexes connus sous le nom de new music (ニューミュージック, nyū myūjikku). En lieu et place de messages à caractère social les chansons se concentrent sur des événements ou les sentiments de la vie comme l'amour. Takuro Yoshida et Yōsui Inoue sont deux artistes notables de cette new music.
Dans les années 1980, le terme de « city pop » est utilisé pour décrire un type de musique populaire avec un thème citadin principal. Tokyo en particulier inspire de nombreuses chansons de ce genre. Il est difficile de déterminer une limite précise entre la city pop et la new music et de nombreuses chansons correspondent aux deux catégories. La Wasei pop (littéralement la pop du Japon) devient rapidement une expression courante pour décrire à la fois la city pop et la new music. Au début des années 1990, « J-pop » devient le terme courant pour décrire la plupart de ces chansons populaires. La fin des années 1980 voit l'émergence de l'un des groupes de rock japonais les plus populaires de tous les temps, Chage and Aska. Duo de chanteurs et compositeurs masculins très populaire formé de Chage (Shuji Shibata) et de Ryo Aska (Shigeaki Miyazaki), ils réalisent une série de hits sans précédent durant les années 1980 et 1990, et deviennent les artistes les plus célèbres du rock asiatique. Leur tournée Asian Tour II / Mission Impossible est la tournée la plus importante jamais organisée par un groupe japonais - les tickets pour les 61 dates au Japon, Hong Kong, Singapour, et Taïwan sont tous vendus dès le premier jour. Ryo Aska est largement considéré aujourd'hui[Quand ?] comme l'un des plus grands auteur-compositeurs du Japon. Toutefois, avec l'émergence de la dance-pop japonaise inaugurée par Namie Amuro (avant de se tourner vers le RnB) et Tetsuya Komuro durant la fin des années 1990, la popularité de groupes de rock tels que Chage and Aska diminua.
Formé aussi à la fin des années 1980, c'est le groupe dénommé B'z qui constitue le plus grand groupe japonais, avec plus de 80 millions de disques vendus et maints records (comme le plus grand nombre de disques consécutivement no 1 au classement Oricon)[réf. nécessaire]. Le meneur du groupe, le guitariste Tak Matsumoto, est d'ailleurs l'unique Asiatique à posséder une signature Les Paul Gibson et a l'empreinte de ses mains sur le Boulevard RockWalk à Los Angeles (ainsi que son partenaire, le chanteur Kōshi Inaba). À l'image de nombreux groupes japonais, B'z touche à de nombreux genres. Si l'on peut[style à revoir] le définir comme un groupe pop-rock, B'z possède des aspects rock très présent, quand ce n'est pas hard rock, sans oublier le jazz. En effet, Tak Matsumoto, qui a une carrière solo parallèle instrumentale, remporte le Grammy Award du « meilleur album pop instrumental » en 2011 avec le guitariste américain Larry Carlton, pour un album de jazz instrumental justement.

### Depuis les années 1990
Le RnB devient populaire au Japon vers la fin des années 1990, avec les débuts de Hikaru Utada et son premier single Automatic/Time Will Tell. Son premier album, First Love se vend à environ 7 650 000 d'exemplaires, réalisant la plus grosse vente d'albums de tous les temps, et la meilleure vente pour un premier album. Pendant ce temps, la pop est toujours aussi populaire au Japon avec des artistes solo féminins comme Ayumi Hamasaki, Mai Kuraki et Ami Suzuki, et des groupes féminins comme SPEED et Morning Musume.
Depuis le début des années 2000, les influences RnB et hip-hop sont plus fortes que jamais. Des groupes que l'on pourrait qualifier de J-hip-hop/rock comme Orange Range et Ketsumeishi sont au top des classements Oricon, avec quelques groupes de pop/rock plus anciens comme Mr. Children, B'z et Southern All Stars. Une artiste de référence en matière de RnB japonaise est Namie Amuro.
C'est également au début des années 2000 que le concept des groupes d'idoles se fait de plus en plus populaire, avec des groupes comme Arashi, Hey! Say! JUMP, Momoiro Clover Z ou AKB48. Ce dernier groupe, produit par Yasushi Akimoto, est d'ailleurs à l'origine d'un nouveau concept d'idoles au Japon, intitulé Idols You Can Meet (Idoles que vous pouvez rencontrer), permettant aux fans d'interagir directement avec les idoles concernées.
La Corée du Sud ayant levé une interdiction sur la diffusion de la culture japonaise sur son territoire en 1998, les influences musicales du pays ont eu des répercussions sur la J-pop, notamment par le biais d'artistes coréens, comme BoA publiant des titres en langue japonaise. Cette influence permettra, au début des années 2010, à des labels comme LDH (avec Exile et E-girls) ou Avex (avec Faky) de récupérer des influences occidentales et de la pop coréenne tout en incorporant des éléments de la J-pop.

## Industrie

### Règles

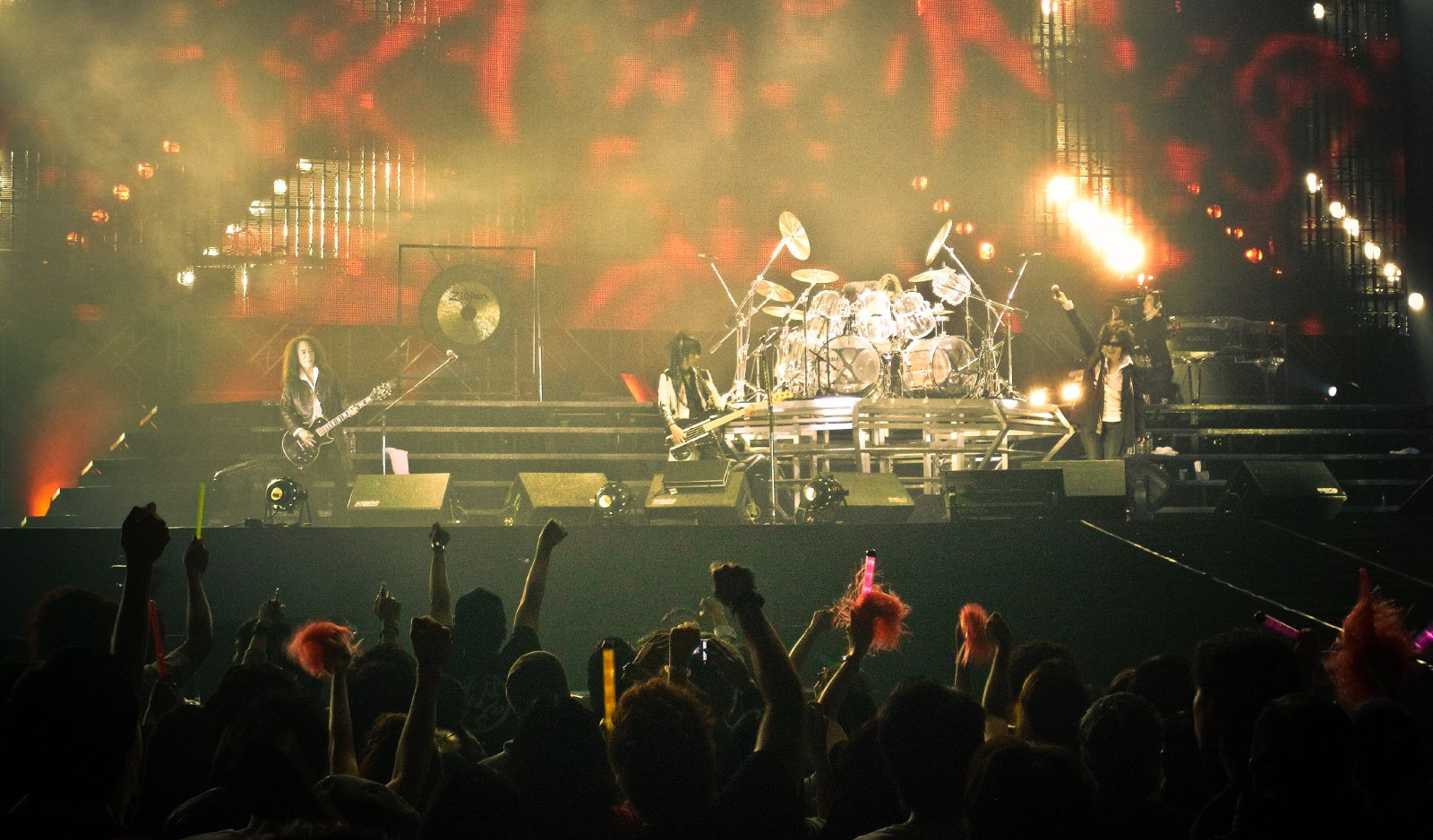
Concert des pionniers du visual kei, X Japan à Hong Kong en 2009.

Dans certains contrats, les managers et producteurs peuvent avoir un plein pouvoir sur leurs artistes ; des contrats empêchent certaines membres de partir si elles sont jugées « trop importantes » pour leur groupe. Au Japon, les idoles n'ont également pas le droit d'entretenir des relations amoureuses: le 1er février 2013, Minami Minegishi, à l'époque membre du groupe d'idoles japonaises AKB48, est surprise à entretenir une relation avec Alan Shirahama, un membre du boys band Generations, du collectif Exile. Elle est rétrogradée à la position de stagiaire et est mise à l'écart du groupe par son agence. Peu de temps après cet événement, elle publie une vidéo d'excuse dans laquelle sa tête est rasée,
,,,,,. Dans ces groupes, les membres ne sont pas permanentes : des membres « trop âgées » sont remplacées par de nouvelles idoles, plus jeunes.

### Polémiques
En raison de toute cette pression, certains cas de suicide sont rapportés chez les idoles, dont celui de Honoka Ōmoto, 16 ans.
Les fans peuvent aussi avoir un comportement dangereux pour les stars.
En mai 2014, Anna Iriyama et Rina Kawaei, deux membres d'AKB48, sont agressées par un homme lors d'un événement dit « handshake » à Takizawa, dans la préfecture d'Iwate. En mai 2016, une idole, Mayu Tomita, est poignardée par un fan à Tokyo. Cette dernière poursuivit le gouvernement, en précisant que malgré des avertissements, des mesures n'ont pas été prises afin de la protéger de cet agresseur.
En décembre 2018, Maho Yamaguchi, à l'époque membre de NGT48, un groupe-sœur d'AKB48, est victime d'une agression par deux hommes. Cet événement suscite plusieurs réactions au Japon et dans le monde concernant la sécurité médiatique d'idoles. À la suite de cet événement, Yamaguchi fut forcée de s'excuser en indiquant avoir « causé des problèmes ». Entre mars et avril 2023, des abus sexuels commis par Johnny Kitagawa, fondateur du label Johnny & Associates, sont à nouveau mis en lumière à la suite du documentaire britannique Predator: The Secret Scandal of J-Pop et d'allégations par Kauan Okamoto, un ancien idole du label. Le producteur avait auparavant fait l'objet de premières allégations sur le sujet en 1988.
Beaucoup d'idoles japonais ont été victimes de violations sexuelles[réf. souhaitée].

## Impact sur la culture populaire
La musique J-pop fait partie intégrante de la culture japonaise. Elle est utilisée partout : anime, magasins, publicités, films, émissions radio ou télévisuelles, et jeux vidéo. Les chansons de J-pop sont souvent jouées à un rythme rapide, et certaines personnes ont du mal à l'apprécier. Dans les anime ou les émissions télévisuelles, et en particulier les drama, les chansons d'ouverture et de fin sont souvent changées plusieurs fois par an. Comme la plupart des programmes ont une chanson d'ouverture et une de fin, il est possible pour un programme d'avoir jusqu'à huit chansons en une seule saison.
Le nombre important de chansons qui sont réalisées implique un renouvellement constant de la J-pop. Plusieurs artistes ne feront qu'un seul album et quelques singles avant de disparaître dans l'anonymat. Il est très difficile de rester sur le devant de la scène, et les artistes qui parviennent à conforter leur popularité sur une décennie sont considérés comme très talentueux. Des groupes comme Dreams Come True, Chage & Aska, B'z, Southern All Stars, The pillows, et TUBE qui ont du succès durant plus de 15 ans peuvent être considérés comme des succès phénoménaux.
Les cinq dernières années connaissent l'émergence d'un étrange nouveau phénomène provenant du sud du Japon. Autour de Fukuoka et Ōita, des groupes formés à la fois d'artistes japonais et étrangers ont vu leur popularité progresser subitement. Cette popularité attire l'attention de plusieurs grandes compagnies musicales, comme Sony Japan. On peut[style à revoir] citer par exemple des groupes Fever, Dr. Funkinstein, Flower, The Routes, Def Tech, F8, et The James Heneghan Acoustic Roadshow.